# 조준
조준(趙浚, 1346년 ∼ 1405년 11월)은 고려 말기와 조선 초기의 문신, 시인, 무신, 정치인, 혁명가이다. 본관은 평양(平壤), 자는 명중(明仲), 호는 우재(吁齋) 또는 송당(松堂)이다. 작위는 충의군(忠義君), 평양부원군(平壤府院君)이다.
문하시중을 지낸 조인규(趙仁規)의 증손이고 조연(趙璉)의 손자이며 판도판서를 지낸 조덕유(趙德裕)의 5남이고 태종 둘째딸 경정공주의 부군인 조대림의 아버지이다.

## 생애
1371년(공민왕 21년) 음서로 문관 관직에 천거되었다가 1374년(공민왕 24년)에 과거(문과)에 급제, 공민왕 시대와 우왕 시대에 문관(文官)과 무관(武官) 관직을 두루 지내다가 1384년 관직에서 잠시 물러났다.
1388년 위화도 회군 후 이성계의 신임을 받고 관직에 전격 복귀하여 지밀직사사(知密直司事) 겸 대사헌 등을 거쳐 충의군(忠義君)에 봉군되었다. 우왕이 폐위되고 창왕이 즉위한 직후에 밀직사사(密直司事) 겸 대사헌의 지위로써 문하시중 조민수를 탄핵하여 축출시키고 이어 1389년 창왕 폐위 및 공양왕 보위 추대에도 개입하였다. 3년 후 1392년(공양왕 4년)에 정도전 등과 함께 의기상투(意氣相投)하여 고려 공양왕을 폐위하고 조선 태조 이성계를 추대하여 개국공신이 되었다. 그는 특히 경제와 이재에 밝아 전제 개혁안을 통해 조선의 경제적 기초를 개편하였다. 정치적으로 동반자였던 정도전과는 요동정벌 문제로 결별한 뒤, 제 1차 왕자의 난에 협조하여 그 일파를 제거하는데 앞장섰다. 조선 시대 초기를 통하여 그는 도통사·문하우시중·좌정승 등을 거쳐 1403년 음력 7월 16일 영의정부사가 되었다. 조선 태종 이방원은 조준을 가리켜 항상 조정승이라 칭하고 이름을 부르지 않았으며, 그의 아들 조대림은 경정공주와 혼인하여 평녕군(平寧君)에 봉해지는 등 왕실의 총애를 받으며 권세를 누렸다. 시문에 능하였고 1397년(태조 6년) 하륜 등과 함께 《경제육전》을 편찬하였다.

## 기타
1388년 8월 우왕에게 관제 개혁과 관련하여 백관을 바로 잡거나, 나라만 알고 자기 집을 잊거나, 위엄이 타국에 가해질 만한 사람이 아니면 양부(兩府)에 들어오는 것을 허락하지 말도록 요구한다.

## 가족 관계
- 증조부 : 조인규(趙仁規)
  - 할아버지 : 조연(趙璉, 조련)
    - 아버지 : 조덕유(趙德裕)
      - 형님 : 조후(趙煦)
        - 조카 : 조화(趙禾)

      - 형님 : 조린(趙璘)
      - 형님 : 조정(趙靖)
      - 형님 : 조순(趙恂)
      - 본인 : 조준(趙浚)
        - 아들 : 조대림(趙大臨)

      - 동생 : 조견(趙狷)

## 조준이 등장한 작품
- 《개국》(KBS, 1983년~1983년, 배우:노주현)
- 《추동궁 마마》(MBC, 1983년~1983년, 배우:현석)
- 《용의 눈물》(KBS, 1996년~1998년, 배우:문창길)
- 《정도전》(KBS, 2014년~2014년, 배우:전현)
- 《육룡이 나르샤》(SBS, 2015년~2015, 배우:이명행)
- 《태종 이방원》(KBS, 2021년~ 배우:노영국)

### 영화
- 《순수의 시대》 (2015년, 배우:기주봉)

## 같이 보기
- 배극렴
- 윤소종